# Saxparty 9
Saxparty 9 är ett studioalbum från 1982 utgivet av det svenska dansbandet Ingmar Nordströms på skivmärket Frituna. Albumet placerade sig som högst på sjunde plats på den svenska albumlistan.

## Låtlista
1. Albany
2. Stranger on the Shore
3. I Will Follow Her
4. Ein bisschen Frieden
5. Kan jag hjälpa att jag älskar dig ännu (I Can't Help It, If I'm Still In Love With You)
6. Vid horisontens rand
7. Shirley
8. Då får drömmarna vingar
9. How Soon
10. Du, vi ska lära för livet (Quireme Mucho)
11. Vänner som du (So Glad I Have You)
12. Everybody Loves Somebody
13. Tänk om en ros kunde tala (Schön War'n Die Tage der Rose)
14. (Om du nånsin kommer fram till) Samarkand

## Listplaceringar
| Lista (1982) | Topplacering |
| ------------ | ------------ |
| Sverige      | 7            |

### Fotnoter
1. ↑  Listplacering